# Jerome Müller
Jerome Müller (* 15. Oktober 1996 in Werschweiler) ist ein deutscher Handballspieler.

## Karriere
Müller begann mit dem Handballspielen bei der HSG Nordsaar. Danach spielte er sechs Jahre lang für den SV 64 Zweibrücken. Ab 2015 spielte Müller drei Jahre lang für den deutschen Zweitligisten HG Saarlouis, bevor er 2018 zum Erstligisten Eulen Ludwigshafen wechselte. Zur Saison 2020/21 wechselte Müller zum Ligakonkurrenten TVB 1898 Stuttgart. Im September 2023 wechselte er zur HBW Balingen-Weilstetten. Im Sommer 2025 wird er sich dem Schweizer Erstligisten HC Kriens-Luzern anschließen.
Mit der Junioren-Nationalmannschaft gewann Müller 2016 die Silbermedaille bei der Europameisterschaft in Dänemark.
Müller spielt auf der Position eines rechten Rückraumspielers, seine Körpergröße beträgt 1,86 m.